# Gallotia stehlini
Gallotia stehlini là một loài thằn lằn trong họ Lacertidae. Loài này được Schenkel mô tả khoa học đầu tiên năm 1901.

## Hình ảnh

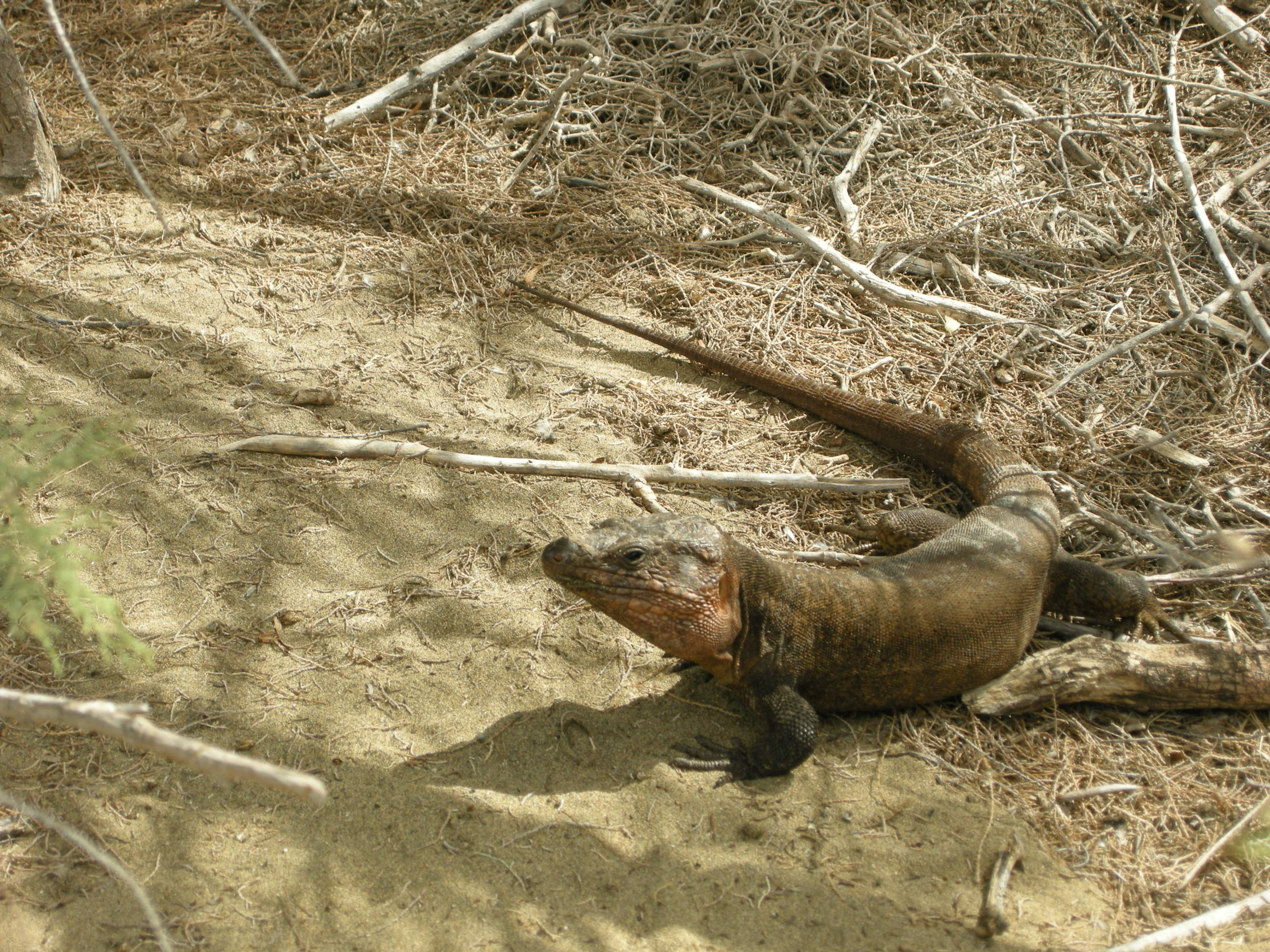
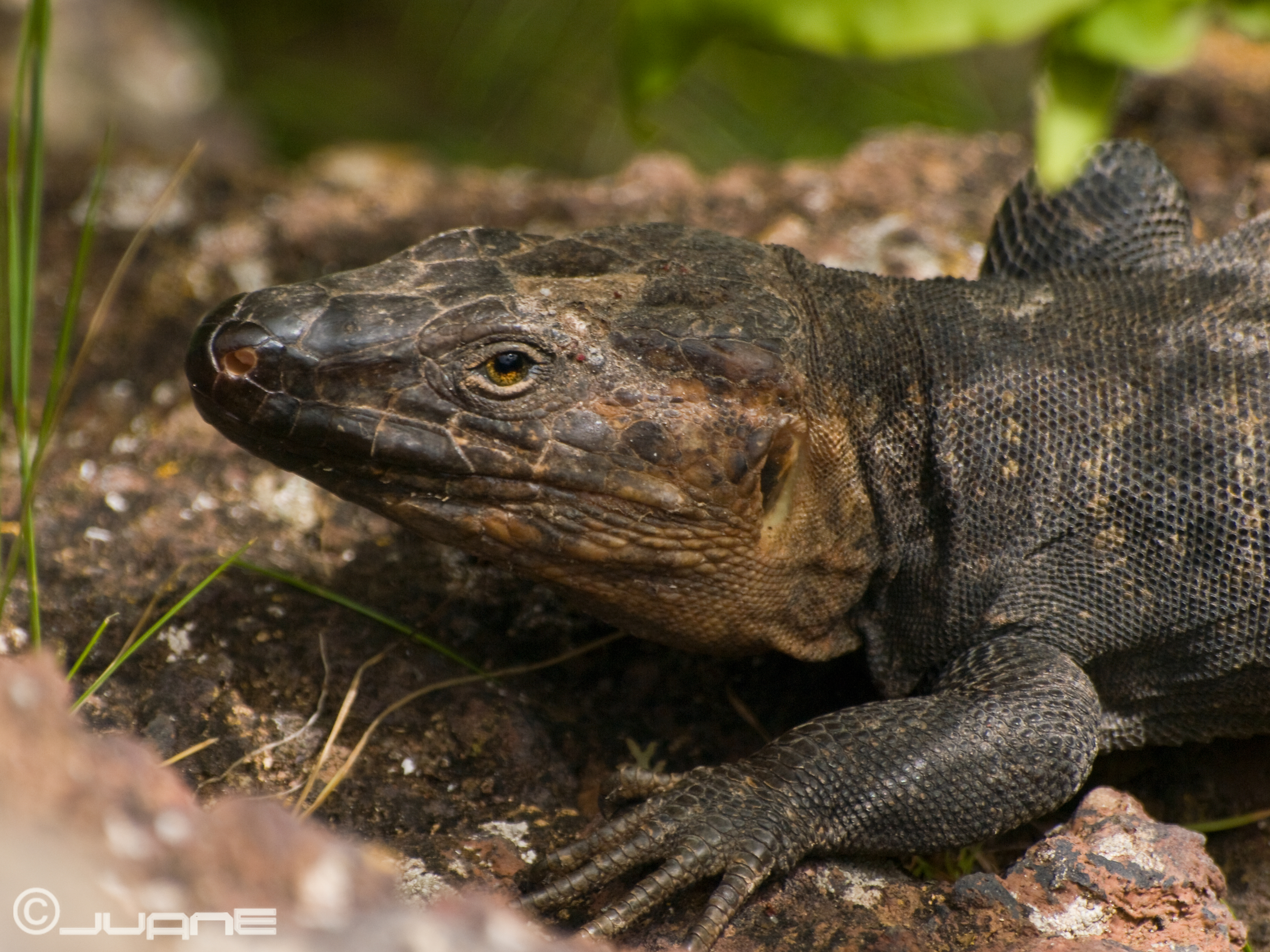
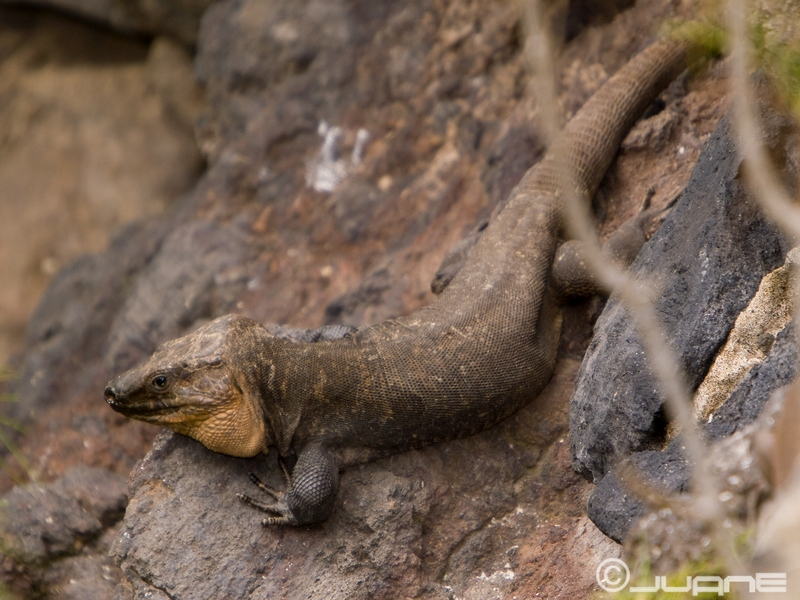
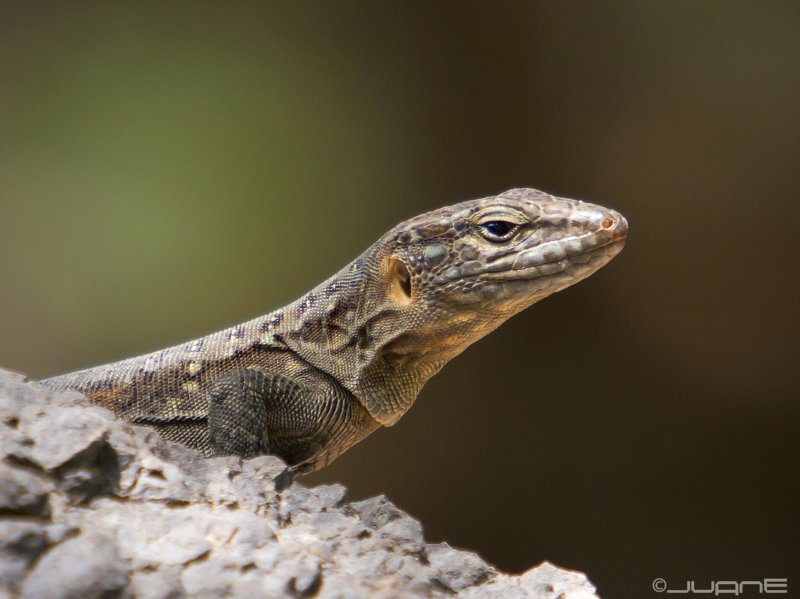